# Libra Scale
Libra Scale è il quarto album in studio del cantante statunitense Ne-Yo, pubblicato il 27 ottobre 2010 dalla Def Jam.

## Il disco
Registrato durante il 2010, l'album è stato anticipato da tre singoli: Beautiful Monster, pubblicato nel giugno precedente, Champagne Life, di minor successo rispetto al precedente, e One in a Million.
Il disco, prodotto tra gli altri dagli Stargate, D. DoRohn Gough e Ryan Leslie, è stato pubblicato anche in una versione deluxe contenente un DVD extra. Lo stesso Ne-Yo ha partecipato alla composizione del disco occupandosi insieme ad altri autori dei testi dei dieci brani.

## Tracce
1. Champagne Life – 5:23 (Ne-Yo, David Gough)
2. Makin' a Movie – 3:52 (Ne-Yo, Derrick White)
3. Know Your Name – 4:07 (Rochad Holiday, Sixx Johnson, Ne-Yo, Curtis Wilson)
4. Telekinesis – 4:22 (Anthony Reyes, Jesse Wilson, Ne-Yo)
5. Crazy Love (feat. Fabolous) – 3:50 (Ryan Leslie, Ne-Yo, John Jackson)
6. One in a Million – 4:03 (Charles Harmon, Ne-Yo)
7. Genuine Only – 3:56 (Reginald Perry, Samuel Jean, Ne-Yo)
8. Cause I Said So – 3:49 (Joel Augustin, Ne-Yo, Alain Biamby)
9. Beautiful Monster – 4:11 (Ne-Yo, Mikkel S. Eriksen, Tor Erik Hermansen, Sandy Wilhelm)
10. What Have I Done? – 3:51 (David Gough, Ne-Yo)

Japan bonus track
1. Beautiful Monster (Remix)

Deluxe Edition DVD
1. Life on the Libra Scale – 9:38
2. Libra Scale (Trailer) – 1:54
3. Beautiful Monster (Video) – 9:08
4. Champagne Life (Video) – 8:10
5. One in a Million (Video) – 9:38

## Classifiche
| Classifica (2010) | Posizione raggiunta |
| ----------------- | ------------------- |
| Regno Unito       | 11                  |
| Irlanda           | 15                  |
| Italia            | 15                  |
| Irlanda           | 24                  |
| Paesi Bassi       | 48                  |
| Belgio (Fiandre)  | 56                  |
| Belgio (Vallonia) | 69                  |